# Stygocarella pleotelson
Stygocarella pleotelson är en kräftdjursart som beskrevs av Horst Kurt Schminke 1980. Stygocarella pleotelson ingår i släktet Stygocarella och familjen Stygocarididae. Inga underarter finns listade i Catalogue of Life.